# Sanduíche de café da manhã
Um sanduíche de café da manhã (português brasileiro) ou sandes de pequeno almoço (português europeu) é qualquer sanduíche recheado com alimentos associados ao desjejum. Os sanduíches para o café da manhã são servidos em restaurantes fast food e delicatessens ou comprados como sanduíches rápidos, sanduíches prontos para esquentar e prontos para comer nas lojas. Os sanduíches do café da manhã são geralmente feitos em casa. Diferentes tipos de sanduíche de café da manhã incluem o sanduíche de bacon, o sanduíche de ovo e o sanduíche de salsicha; ou várias combinações dos mesmos, como bacon, ovo e sanduíche de queijo. O sanduíche do café da manhã está relacionado ao pãozinho do café da manhã.

## Visão geral

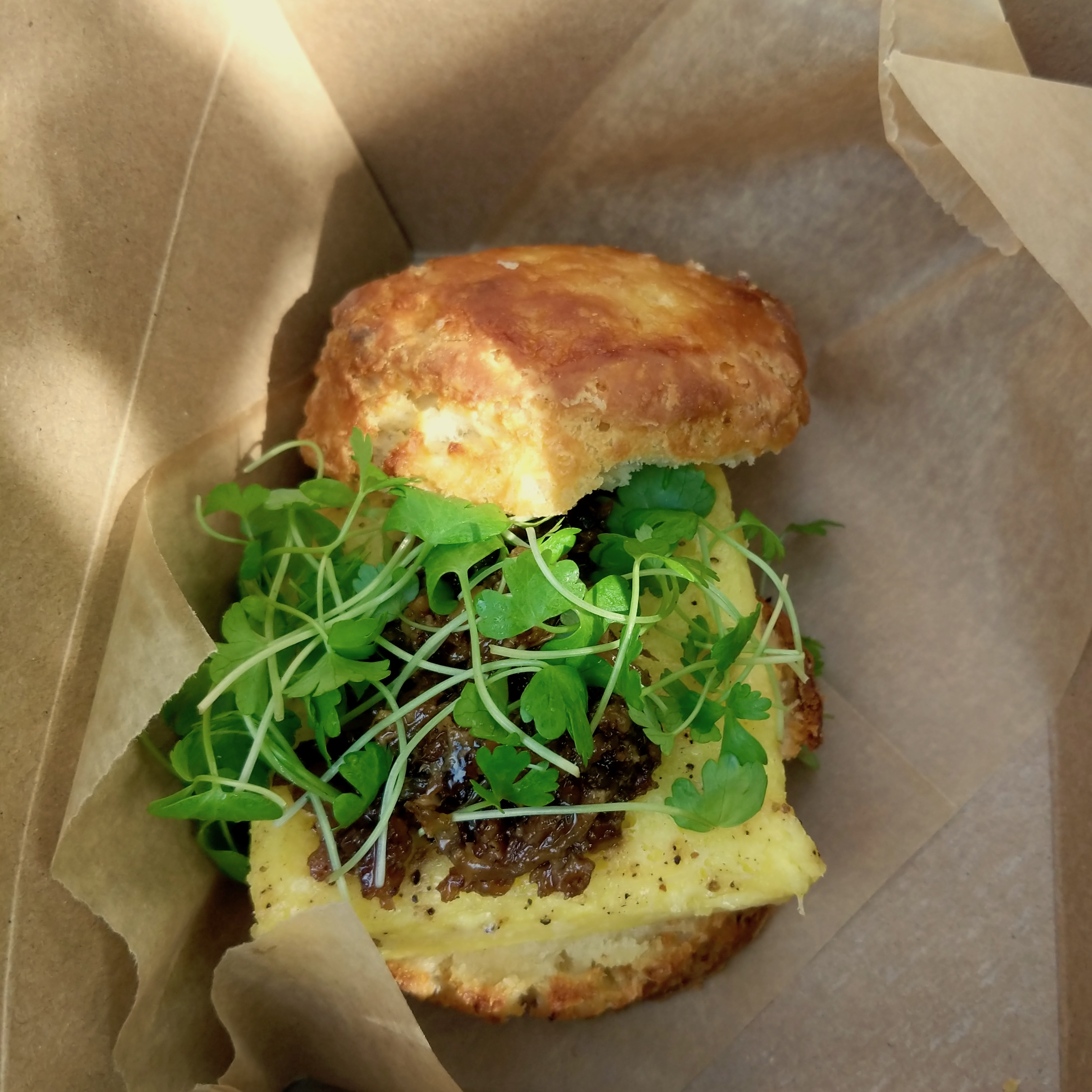
Um sanduíche de café da manhã com ovos, geleia de bacon e microgreens em um biscoito de leitelho

Sanduíches de café da manhã são normalmente feitos com carnes de café da manhã (geralmente carnes curadas como salsichas, salsichas patty, bacon, presunto, scrapple, Spam e pão de porco), pães, ovos e queijo. Esses sanduíches eram especialidades tipicamente regionais, até que os restaurantes de fast food começaram a servir o café da manhã. Como os tipos comuns de pão, como biscoitos, bagels e muffins ingleses, eram semelhantes em tamanho aos pães de hambúrguer de fast food, eles fizeram uma escolha óbvia para restaurantes de fast food. Ao contrário de outros itens de café da manhã, eles eram perfeitos para a inovação do drive-through. Esses sanduíches também se tornaram um produto básico em muitas lojas de conveniência.

## História
Embora os ingredientes para o sanduíche do café da manhã tenham sido elementos comuns das refeições do café da manhã no mundo de língua inglesa por séculos, foi somente no século XIX nos Estados Unidos que as pessoas começaram a comer regularmente ovos, queijo e carne em um sanduíche. O que mais tarde seria conhecido como "sanduíche de café da manhã" tornou-se cada vez mais popular após a Guerra Civil Americana e era a comida favorita dos pioneiros durante a expansão para o oeste dos Estados Unidos. A primeira receita publicada conhecida para um "sanduíche de café da manhã" estava em um livro de receitas americano de 1897.

## Tipos de pão usados

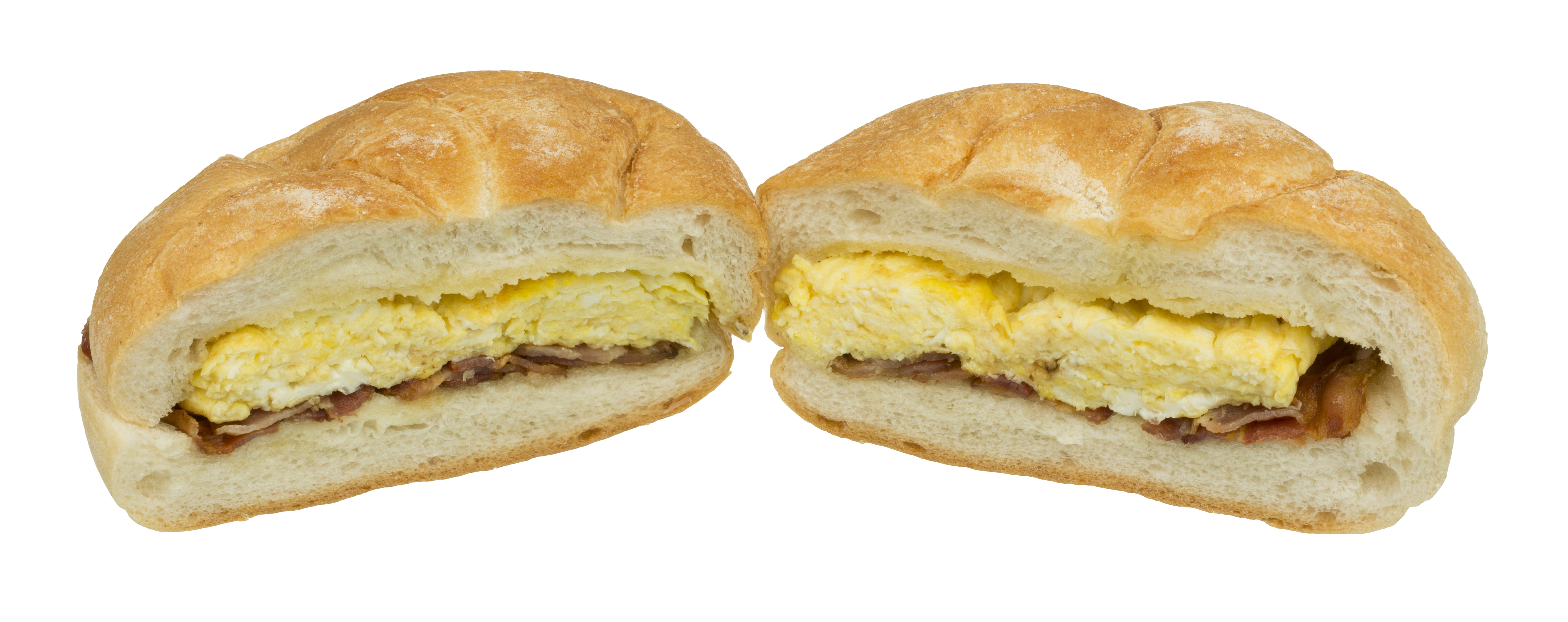
Sanduíche de bacon e ovo ao estilo nova-iorquino

Existem vários tipos de pão utilizados para fazer sanduíches de café da manhã:
- Pão duro: o tradicional sanduíche de café da manhã da região dos três estados do nordeste de Nova York, Nova Jersey e Connecticut. Acredita-se que seja uma das primeiras formas de sanduíche de café da manhã nos Estados Unidos. É composto por um pão duro, ovos, queijo e salsicha, bacon ou fiambre. Em Nova Jersey, um sanduíche comum é o café da manhã Jersey, que consiste em pão de porco, ovo e queijo em um pão duro (Kaiser).[2]
- Biscoito: Consiste em um biscoito grande, ou cat-head, fatiado, no qual carne, queijo ou ovos são servidos. Os biscoitos populares incluem: biscoito de salsicha,[3] bacon, tomate e presunto. Os restaurantes de fast food colocaram versões menores de filés de frango frito em biscoitos para criar biscoitos de frango. Ovos mexidos e / ou queijo americano são frequentemente adicionados.
- Sanduíches bagel: devido à sua ligação com grupos étnicos alemães e judeus, bagels costumam ter alimentos populares nessas comunidades. Carnes frias, lombo canadense, salmão defumado ou outro peixe defumado e cream cheese são populares em sanduíches de bagel.
- Muffin inglês: geralmente contém ovo e queijo com salsicha de café da manhã ou presunto. Freqüentemente servido em lojas de fast food nos EUA, como McDonald's e Starbucks.
- Torrada: Pão torrado é uma das formas mais antigas de sanduíche de café da manhã na América, e a mais próxima do sanduíche original na forma. Embora vários itens possam ser servidos em torradas, ovos e bacon são os mais associados ao café da manhã.
- Pães especiais: servidos principalmente por redes de restaurantes,  existem outros sanduíches de café da manhã que não usam um dos pães de café da manhã comuns usados nos Estados Unidos. O Burger King usa um croissant para fazer um sanduíche de café da manhã chamado Croissan'Wich, ou sanduíche de croissant, dependendo do mercado. O McDonald's oferece seus recheios tradicionais de biscoito em um sanduíche feito de panquecas com sabor de bordo chamado McGriddles. O Dunkin 'Donuts tem um sanduíche de waffle semelhante ao McGriddles. Estes podem ser encontrados em franquias de fast food americanas em todo o mundo. A Kangaroo Brands faz uma variedade de sanduíches para o café da manhã, feitos com pão sírio.